# Unterseeboot 661
L'Unterseeboot 661 ou U-661 est un sous-marin allemand (U-Boot) de type VIIC utilisé par la Kriegsmarine pendant la Seconde Guerre mondiale.
Le sous-marin fut commandé le 9 octobre 1939 à Hambourg (Howaldtswerke Hamburg AG), sa quille fut posée le 12 mars 1941, il fut lancé le 11 décembre 1941 et mis en service le 12 février 1942, sous le commandement de l'Oberleutnant zur See Erich von Lilienfeld.
Il fut coulé en octobre 1942 dans l'Atlantique Nord par la Royal Navy.

## Conception
Unterseeboot type VII, l'U-661 avait un déplacement de 769 tonnes en surface et 871 tonnes en plongée. Il avait une longueur totale de 67,10 m, un maître-bau de 6,20 m, une hauteur de 9,60 m et un tirant d'eau de 4,74 m. Le sous-marin était propulsé par deux hélices de 1,23 m, deux moteurs diesel Germaniawerft M6V 40/46 de 6 cylindres en ligne de 1400 cv à 470 tr/min, produisant un total de 2 060 à 2 350 kW en surface et de deux moteurs électriques Siemens-Schuckert GU 343/38-8 de 375 cv à 295 tr/min, produisant un total 550 kW, en plongée. Le sous-marin avait une vitesse en surface de 17,7 nœuds (32,8 km/h) et une vitesse de 7,6 nœuds (14,1 km/h) en plongée. Immergé, il avait un rayon d'action de 80 milles marins (150 km) à 4 nœuds (7,4 km/h; 4,6 milles par heure) et pouvait atteindre une profondeur de 230 m. En surface son rayon d'action était de 8 500 milles nautiques (soit 15 700 km) à 10 nœuds (19 km/h). 
L'U-661 était équipé de cinq tubes lance-torpilles de 53,3 cm (quatre montés à l'avant et un à l'arrière) qui contenait quatorze torpilles. Il était équipé d'un canon de 8,8 cm SK C/35 (220 coups) et d'un canon antiaérien de 20 mm Flak. Il pouvait transporter 26 mines TMA ou 39 mines TMB. Son équipage comprenait 4 officiers et 40 à 56 sous-mariniers.

## Historique
Il reçut sa formation de base au sein de la 5. Unterseebootsflottille jusqu'au 30 septembre 1942, puis intégra sa formation de combat dans la 3. Unterseebootsflottille.
L'U-661 quitte Kiel le 5 septembre 1942 pour sa première patrouille de guerre. Il opère au milieu de l'Atlantique Nord.
À l'automne 1942, les Allemands ont pour la première fois depuis le début de la guerre un nombre suffisant de U-Boots en opération dans l'Atlantique Nord. Ce renforcement en nombre se heurte une avancée technologique du côté britannique, en particulier les nouveaux radars.
L'attaque du convoi SC 104 dans l'Atlantique Nord illustre les limites des deux camps à ce stade de la guerre. Le convoi, repéré par l'U-258 le 12 octobre, perd huit navires en deux jours. En cause, les conditions météos qui empêchaient l'utilisation effective du radar et l'escorte dispersée à la poursuite des échos des sous-marins ennemis.
Le tableau change ensuite : la mer se calme et la visibilité diminue, améliorant l'efficacité du radar tandis que l'escorte est regroupée au plus près du convoi. Dès lors, la vigueur de la défense et les pertes qu'elle inflige empêchent les sous-marins allemands d'arriver à portée des navires marchands.
Malgré la présence de nombreux navires à la mer, les Allemands n'ont pas réussi à concentrer un nombre suffisant de navires contre le convoi. Plus grave à terme : ils n'ont pas réalisé la présence des nouveaux radars et des systèmes gonio (HF/DF) qui expliquent leur échec à partir du troisième jour. Ce sont ces armes qui contribueront à leur défaite quelques mois plus tard dans l'Atlantique Nord. Dans la nuit du 14 octobre, l'U-661 a torpillé du côté tribord un navire yougoslave du convoi, à environ 380 miles au sud-sud-est du Cap Farvel. Le navire coula immédiatement, emportant 14 des 35 membres d'équipage.
Le lendemain, l'U-661 fut repéré et coulé dans l'Atlantique Nord au sud-sud-est du Cap Farvel, à la position 53° 42′ N, 35° 56′ O, par des charges de profondeur lancées du destroyer de la Royal Navy l'HMS Viscount (D92) (en).
Les 44 membres d'équipage décédèrent dans cette attaque.
L'U-661 fut le premier U-boot à être coulé par l'escorte du convoi SC-104, l'autre étant l'U-353, qui fut coulé le lendemain.

## Affectations
- 5. Unterseebootsflottille du 12 février 1942 au 30 septembre 1942 (Période de formation).
- 3. Unterseebootsflottille du 1er octobre 1942 au 15 octobre 1942 (Unité combattante).

## Commandement
- Oberleutnant zur See Erich von Lilienfeld du 12 février 1942 au 15 octobre 1942.

## Patrouille
|       | Commandant                 | Départ           | Départ | Arrivée         | Arrivée | Jours    | Succès  |
| ----- | -------------------------- | ---------------- | ------ | --------------- | ------- | -------- | ------- |
| 1     | Oblt. Erich von Lilienfeld | 5 septembre 1942 | Kiel   | 15 octobre 1942 | Coulé   | 41 jours | 3 672   |
| Total | Total                      | Total            | Total  | Total           | Total   | 41 jours | 3 672 t |

Notes : Oblt. = Oberleutnant zur See

### Opérations Wolfpack
L'U-661 opéra avec les Wolfpacks (meute de loups) durant sa carrière opérationnelle.
- Pfeil (12-22 septembre 1942)
- Blitz (22-26 septembre 1942)
- Wotan (12-15 octobre)

## Navire coulé
L'U-661 coula 1 navire marchand de 3 672 tonneaux au cours de l'unique patrouille (41 jours en mer) qu'il effectua.
| Date            | Nom               | Nationalité | Tonnage | Convoi | Fait  | Localisation         |
| --------------- | ----------------- | ----------- | ------- | ------ | ----- | -------------------- |
| 14 octobre 1942 | Nikolina Matkovic | Yougoslavie | 3 672   | SC-104 | Coulé | 53° 41′ N, 41° 23′ O |